# 满射
满射或蓋射（英語：surjection、onto），或稱满射函数或映成函數，一个函数{\displaystyle f:X\rightarrow Y}为满射，則对于任意的陪域 {\displaystyle Y} 中的元素 {\displaystyle y}，在函数的定义域 {\displaystyle X} 中存在一點 {\displaystyle x} 使得 {\displaystyle f(x)=y}。换句话说，{\displaystyle f}是满射時，它的值域{\displaystyle f(X)}与陪域{\displaystyle Y}相等，或者，等价地，如果每一个陪域中的元素 {\displaystyle y\in Y} 其原像 {\displaystyle f^{-1}(y)\subseteq X} 不等於空集合。

## 例子和反例
函数{\displaystyle g:\mathbb {R} \rightarrow \mathbb {R} }，定义为{\displaystyle g(x)=x^{2}}，不是一个满射，因为，（舉例）不存在一个实数满足{\displaystyle x^{2}=-1}。
但是，如果把{\displaystyle g}的陪域限制到只有非负实数，则函数{\displaystyle g}为满射。这是因为，给定一个任意的非负实数{\displaystyle y}，我们能对{\displaystyle y=x^{2}}求解，得到{\displaystyle x=\pm {\sqrt {y}}}。
| 雙射（單射與滿射） | 單射(one to one)但非滿射 |
| 滿射(onto)但非单射 | 非滿射非單射             |

## 性质
根据定义，函数为双射当且仅当它既是满射也是单射。
若將定義在{\displaystyle X}上的函數{\displaystyle f}，視為其圖像，即{\displaystyle \{(x,f(x)):x\in X\}}（集合論經常如此行），則滿射與否，不僅是{\displaystyle f}的性質，而是映射（需要聲明陪域）的性質。單射與否可以單憑圖像判斷，但滿射則不同，不能單憑圖像判斷，因為要知道陪域。

### 右可逆函數
函數{\displaystyle g:Y\to X}稱為函數{\displaystyle f:X\to Y}的右逆，意思是{\displaystyle f(g(y))=y}對{\displaystyle Y}的所有元素{\displaystyle y}成立。簡而言之，{\displaystyle g}的效果，可以{\displaystyle f}復原。用文字表示，{\displaystyle g}是{\displaystyle f}的右逆，意思是先做{\displaystyle g}後做{\displaystyle f}的複合{\displaystyle f\circ g}，等於{\displaystyle Y}上的恆等函數，即不造成任何變化。此處不要求{\displaystyle g}是{\displaystyle f}的真正反函數，因為另一次序的複合{\displaystyle g\circ f}，不必是{\displaystyle X}的恆等函數。換言之，{\displaystyle f}可以「復原」或「抵消」{\displaystyle g}，但不必被{\displaystyle g}復原或抵消。
若函數有右逆，則必為滿射。但反之，「每個滿射皆有右逆」此一命題，等價於選擇公理，故在某些集合論中（例如假設決定公理為真的集合論系統），不必為真。
若{\displaystyle f:X\to Y}為滿射，{\displaystyle B}為{\displaystyle Y}的子集，則{\displaystyle f(f^{\mathrm {pre} }(B))=B}，即從預象{\displaystyle f^{\mathrm {pre} }(B)}，可以找回{\displaystyle B}。

### 右可消去
函數{\displaystyle f:X\to Y}是滿射，當且僅當其為右可消去：給定任何兩個有公共定義域和陪域的函數{\displaystyle g,h:Y\to Z}，若{\displaystyle g\circ f=h\circ f}，則有{\displaystyle g=h}。此性質的敍述用到函數和複合，可以對應推廣成範疇的態射和複合。右可消的態射稱為滿態射或滿同態。滿射與滿態射的關係在於，滿射就是集合範疇中的滿態射。
範疇論中，有右逆的態射必為滿態射，但反之則不然。態射{\displaystyle f}的右逆{\displaystyle g}也稱為{\displaystyle f}的截面。而有右逆的態射稱為分裂滿態射，是一類特殊的滿態射。

### 作為二元關係
以{\displaystyle X}為定義域，{\displaystyle Y}為值域的函數，可以視為兩集合之間的左全右唯一的二元關係，因為可將函數與圖像等同。此觀點下，由{\displaystyle X}到{\displaystyle Y}的滿射，是右唯一而既左全又右全的關係。

### 定義域不小於陪域
滿射的定義域，必有大於或等於其陪域的基數：若{\displaystyle f:X\to Y}為滿射，則{\displaystyle X}的元素個數必定至少等於{\displaystyle Y}的元素個數（在基數意義下）。但此結論的證明，需要假定選擇公理，以證明{\displaystyle f}有右逆，即存在函數{\displaystyle g:Y\to X}使得{\displaystyle f(g(y))=y}對{\displaystyle Y}的任意元素{\displaystyle y}成立。滿足此性質的{\displaystyle g}必為單射，故由基數大小比較的定義，有{\displaystyle |Y|\leq |X|}。
特別地，若{\displaystyle X}和{\displaystyle Y}皆是有限，且兩者的元素個數相同，則{\displaystyle f:X\to Y}是滿射當且僅當{\displaystyle f}為單射。
給定兩個集合{\displaystyle X}和{\displaystyle Y}，以{\displaystyle X\leq ^{*}Y}表示「或者{\displaystyle X}為空，或者存在由{\displaystyle Y}至{\displaystyle X}的滿射」。利用選擇公理，可以證明，{\displaystyle X\leq ^{*}Y}和{\displaystyle Y\leq ^{*}X}兩者一起，足以推出{\displaystyle |Y|=|X|}。此為康托爾-伯恩斯坦-施羅德定理的變式。

### 複合與分解
兩個滿射的複合仍是滿射：若{\displaystyle f}和{\displaystyle g}皆為滿射，且{\displaystyle g}的陪域是{\displaystyle f}的定義域，則{\displaystyle f\circ g}也是滿射。反之，若{\displaystyle f\circ g}為滿，則{\displaystyle f}是滿射，但{\displaystyle g}不必為滿射。與右可消去一節一樣，從集合範疇的滿射，可以推廣到一般範疇的滿態射。
任何函數都可以分解成一個滿射與一個單射的複合：對任意{\displaystyle h:X\to Z}，都存在滿射{\displaystyle f:X\to Y}和單射{\displaystyle g:Y\to Z}使得{\displaystyle h=g\circ f}，取法如下：定義{\displaystyle Y}為所有原像{\displaystyle h^{\mathrm {pre} }(z)}的集合，其中{\displaystyle z}歷遍{\displaystyle h}的值域。該些原像兩兩互斥，且劃分{\displaystyle X}。於是，{\displaystyle f}將每個{\displaystyle x}映到包含{\displaystyle x}的原像（此為{\displaystyle Y}的元素），然後{\displaystyle g}再將{\displaystyle Y}的每個元素（形如{\displaystyle h^{\mathrm {pre} }(z)}）映到相應的{\displaystyle z}。則{\displaystyle f}為滿射（因為{\displaystyle Y}中的元素，是原像{\displaystyle h^{\mathrm {pre} }(z)}，且非空，故有某個{\displaystyle x\in h^{\mathrm {pre} }(z)}，所以由{\displaystyle f}的定義有{\displaystyle f(x)=h^{\mathrm {pre} }(z)}），而根據{\displaystyle g}的定義，其為單射。

### 導出滿射和導出雙射
任何函數，若將其陪域限制成值域，則可以視為滿射，稱為其導出滿射。任何滿射，若將定義域換成商集，即將函數值相同的參數，摺疊成同一個「等價類」，則得到一個雙射，其由等價類組成的集合，射去原函數的陪域。以符號表示，每個滿射{\displaystyle f:A\to B}可以分解成先做一個商映射，再做一個雙射。考慮以下等價關係：{\displaystyle x\sim y}當且僅當{\displaystyle f(x)=f(y)}。以{\displaystyle A/{\sim }}表示此等價關係下，{\displaystyle A}的等價類的集合。換言之，{\displaystyle A/{\sim }}是{\displaystyle f}所有原像的集合。以{\displaystyle P:A\to A/{\sim }}表示將{\displaystyle x}映到等價類{\displaystyle [x]_{\sim }}的商映射，又設{\displaystyle f_{P}:A/{\sim }\to B}，定義為{\displaystyle f_{P}([x]_{\sim })=f(x)}，則{\displaystyle f=f_{P}\circ P}。由定義知，{\displaystyle P}是滿射，而{\displaystyle f_{P}}是雙射。